# John Jay College of Criminal Justice

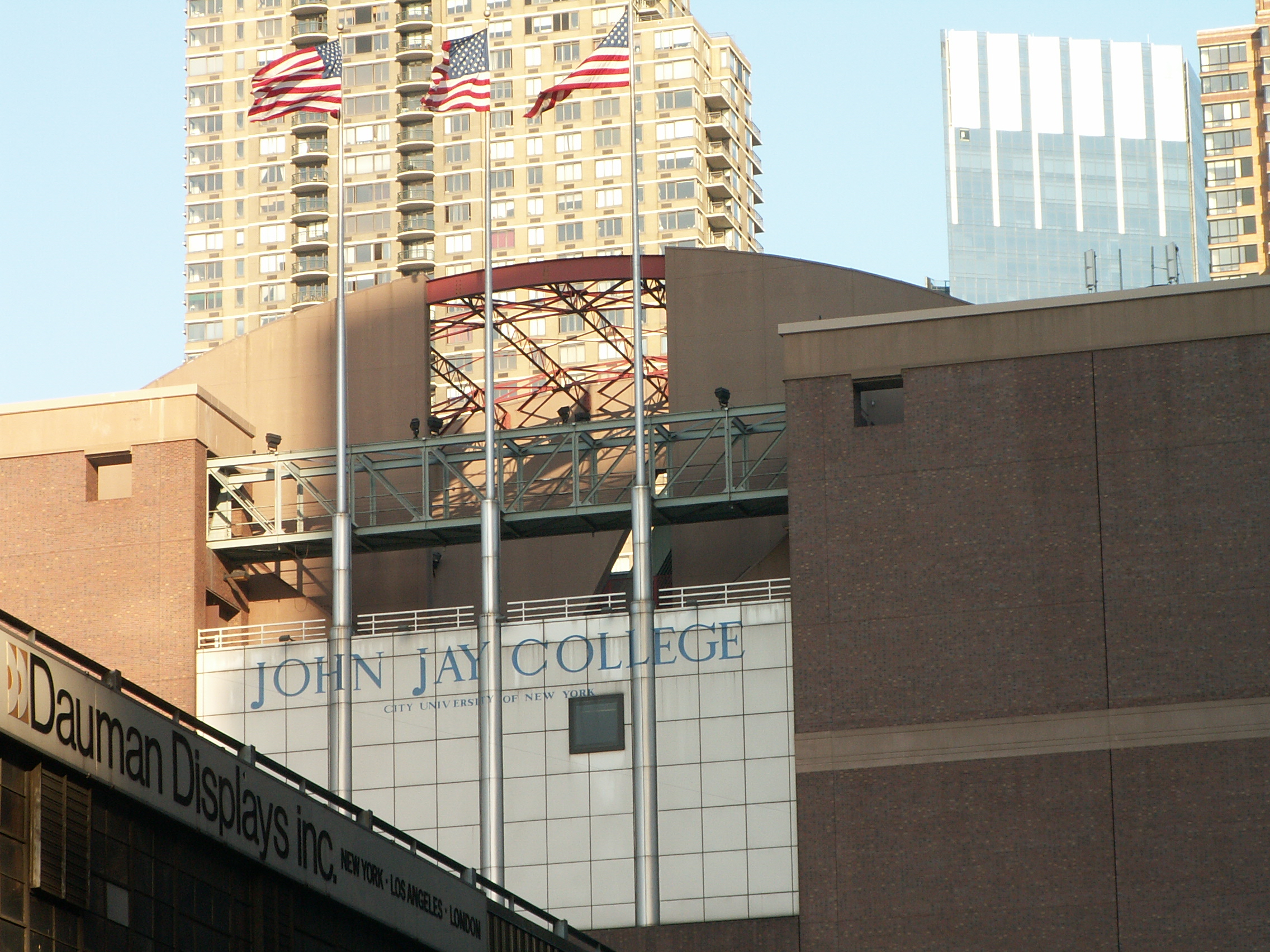
John Jay College of Criminal Justice

Das John Jay College of Criminal Justice ist eine Hochschule für Kriminologie und verwandte Lehrgebiete in Midtown Manhattan und ist Teil der City University of New York. Es wurde 1964 als College of Police Science gegründet und ist nach John Jay benannt, einem der Gründerväter der USA und der erste Oberste Richter am Supreme Court.
Es ist die einzige Hochschule in den Vereinigten Staaten, die sich auf Kriminologie und anverwandte Wissenschaften spezialisiert hat. Die Studenten können die akademischen Grade Bachelor, Master oder den Doktorgrad erwerben.

## Zahlen zu den Studierenden und den Dozenten
Im Herbst 2021 waren 15.210 Studierende am John Jay College eingeschrieben. Davon strebten 13.146 (86,4 %) ihren ersten Studienabschluss an, sie waren also undergraduates. Von diesen waren 62 % weiblich und 38 % männlich; 12 % bezeichneten sich als asiatisch, 16 % als schwarz/afroamerikanisch, 49 % als Hispanic/Latino und 16 % als weiß. 2.064 (13,6 %) arbeiteten auf einen weiteren Abschluss hin, sie waren graduates. Es lehrten 1.133 Dozenten an der Universität, davon 398 in Vollzeit und 735 in Teilzeit. Das College zählt über 60.000 aktive Personen zu ihren Ehemaligen (Alumni), wobei fast die Hälfte davon im öffentlichen Dienst arbeitet.